# Espen Haug
Espen Haug (Oslo, 30 gennaio 1970) è un allenatore di calcio ed ex calciatore norvegese, di ruolo centrocampista.

## Carriera

### Giocatore

#### Club
Haug iniziò la carriera con la maglia dello Strømmen. Rimase in squadra fino al termine del 1992, quando passò al Vålerenga. Restò nel club di Oslo fino al 1999, vincendo la Coppa di Norvegia 1997 e segnando anche una rete nella finale contro lo Strømsgodset. L'anno seguente partecipò, così, alla Coppa delle Coppe 1998-1999.
Nel 1999 si trasferì al Lyn. Esordì il 13 giugno 1999, giocando da titolare nella sconfitta per quattro a tre contro lo Haugesund. Il 30 giugno 1999 segnò la prima rete per il nuovo club, seppure nell'edizione stagionale della Coppa di Norvegia: fu sua infatti la rete del momentaneo vantaggio per tre a due sul Bodø/Glimt, nei tempi supplementari (il Lyn vinse poi l'incontro per quattro a due). Per la prima rete in campionato, invece, dovette attendere il 18 luglio: contribuì infatti al successo per sei a zero sul Bryne.
Nel 2002 fu ingaggiato dallo HamKam, all'epoca militante nella Adeccoligaen. Debuttò il 14 aprile dello stesso anno, nel pareggio per due a due contro lo Ørn-Horten. Segnò il primo gol il 5 maggio, nella sconfitta per tre a uno in casa del Tollnes.
Rimase in squadra fino al 2006, quando fu ceduto allo Hønefoss. Giocò il primo incontro per il nuovo club il 23 luglio, quando sostituì Umaru Bangura nel successo per sei a zero sul Follo. Segnò il primo gol in data 13 agosto, nel quattro a uno inflitto al Bryne. Si ritirò alla fine del campionato 2007.

### Allenatore
Dopo il ritiro, Haug diventò l'allenatore del Drøbak/Frogn. Ricoprì questo incarico fino al 2009.

## Palmarès

### Giocatore

#### Club

##### Competizioni nazionali
- Coppa di Norvegia: 1

Vålerenga: 1997